# Weinmannia dzieduszyckii
Weinmannia dzieduszyckii är en tvåhjärtbladig växtart som beskrevs av Szyszyl.. Weinmannia dzieduszyckii ingår i släktet Weinmannia och familjen Cunoniaceae. Inga underarter finns listade i Catalogue of Life.